# ベアトリクス女王国際空港
ベアトリクス女王国際空港（ベアトリクスじょおうこくさいくうこう、オランダ語: Internationale Luchthaven Koningin Beatrix、英語: Queen Beatrix International Airport）は、アルバの主都オラニエスタッドにある国際空港である。北米、南米北部、およびヨーロッパ(特にオランダ)へのフライトが運航されている。
空港名は、1980年から2013年までオランダ女王だったベアトリクスに由来する。

## 就航航空会社
|                    | 航空会社                     | 就航路線                                                               |
| ------------------ | ---------------------------- | ---------------------------------------------------------------------- |
| フィンランド       | ワールドチケット             | キュラソー島、サントドミンゴ、ボネール島、ラ・イザベラ                 |
| ドミニカ共和国     | アラジェット                 | キュラソー島、サントドミンゴ                                           |
| ドミニカ共和国     | エア・センチュリー           | プンタ・カナ、ラ・イザベラ                                             |
| ドミニカ共和国     | スカイ・ハイ                 | サントドミンゴ                                                         |
| アメリカ合衆国     | アメリカン航空               | ラガーディア、シカゴ、ダラス、マイアミ、シャーロット、フィラデルフィア |
| アメリカ合衆国     | ユナイテッド航空             | ニューアーク、ダレス、シカゴ、ヒューストン、ニューオリンズ、サラソータ |
| アメリカ合衆国     | デルタ航空                   | ニューヨーク/JFK、ボストン、アトランタ、ミネアポリス                   |
| アメリカ合衆国     | サウスウエスト航空           | ボルティモア、オーランド                                               |
| アメリカ合衆国     | フロンティア航空             | アトランタ                                                             |
| アメリカ合衆国     | ジェットブルー               | ニューヨーク/JFK、ボストン、ニューアーク                               |
| アメリカ合衆国     | スピリット航空               | フォートローダーデール                                                 |
| アメリカ合衆国     | サンカントリー航空           | ミネアポリス                                                           |
| カナダ             | エアカナダ                   | トロント                                                               |
| カナダ             | ウエストジェット             | トロント                                                               |
| パナマ             | コパ航空                     | パナマシティ                                                           |
| スリナム           | スリナム・エアウェイズ       | マイアミ、キュラソー島、パラマリボ                                     |
| コロンビア         | アビアンカ航空               | グアヤキル、キト、ボゴタ                                               |
| コロンビア         | コパ航空・コロンビア         | コルドバ、サンティアゴ・デ・カリ、ボゴタ                               |
| ブラジル           | ゴル航空                     | サンパウロ                                                             |
| オランダ           | KLMオランダ航空              | アムステルダム、ボネール島                                             |
| オランダ           | トゥイフライ・ネーデルランド | アムステルダム、キュラソー島                                           |
| シント・マールテン | ウィンエア                   | セント・マーチン島、キュラソー島                                       |
| チリ               | LATAMチリ                    | リマ                                                                   |
| キュラソー         | ディヴィ・ディヴィ・エア     | キュラソー島、ボネール島                                               |
| デンマーク         | フレックスフライト           | キュラソー島、ボネール島                                               |
| スペイン           | ユーロエアラインズ           | サントドミンゴ                                                         |